# Owl Ranch (Teksas)
Owl Ranch je naseljeno mjesto za statističke potrebe u američkoj saveznoj državi Teksas. Prema popisu stanovništva iz 2010. u njemu je živjelo 225 stanovnika.